# Arturo Frondizi
Arturo Ercole Frondizi (Paso de los Libres, 28 ottobre 1908 – Buenos Aires, 18 aprile 1995) è stato un politico argentino, presidente dell'Argentina dal 1º maggio 1958 al 29 marzo 1962.

## Biografia
Nato a Paso de los Libres, una cittadina in prossimità della frontiera brasiliana da genitori di origine italiana (Gubbio), Arturo Frondizi si trasferì da bambino con la famiglia a Concepción del Uruguay (provincia di Entre Ríos) e successivamente a Buenos Aires. In questa città iniziò la sua carriera politica dopo essersi laureato in giurisprudenza nel 1930. All'inizio degli anni quaranta divenne dirigente di un partito della sinistra riformista, la Unión Cívica Radical e nel 1946 deputato nazionale nelle liste di quello stesso partito. Fermo oppositore di Juan Domingo Perón, Frondizi fu imprigionato per tre settimane nel 1955.
Divenuto Presidente (1958), attuò una politica di riforme estremamente moderata che deluse le aspettative di ampi settori della sinistra argentina e del suo stesso partito senza per questo riuscire ad assicurarsi l'appoggio della destra conservatrice. Nel 1961 formalizzò l'adesione dell'Argentina al programma di sviluppo dell'America Latina proposto dal presidente statunitense John F. Kennedy, Alleanza per il Progresso.
Deposto nel 1962 da un colpo di Stato militare, Frondizi fu rinchiuso prima nell'isola di Martín García (un'exclave argentina sul Río de la Plata), poi a San Carlos de Bariloche, nelle Ande. Liberato nel 1963, fondò in quello stesso anno il Movimiento de Integración y Desarrollo, senza riuscire peraltro a ricoprire, da allora, un ruolo di rilievo nella vita politica del suo paese. A partire dalla seconda metà degli anni settanta, Frondizi abbandonò le sue convinzioni radicali passando a posizioni nazionaliste sempre più estreme, non molto dissimili da quelle propugnate dai rappresentanti ufficiali delle dittature militari che in quegli anni si alternarono al potere in Argentina.
Frondizi ha anche pubblicato numerosi saggi di politica, storia ed economia. È morto a Buenos Aires nel 1995.

## Saggi di A. Frondizi (selezione)
- Petróleo y Política (Petrolio e Politica), 1954;
- Esrategia y táctica del Movimiento Nacional (Strategia e tattica del Movimiento Nacional), 1963;
- El movimiento nacional: Fundamentos de su estrategia (Il movimiento Nacional: fondamenti della sua strategia), 1975;
- Qué es el Movimiento de Integración y Desarrollo (Che è il Movimiento de Integración y Desarrollo), 1983.